# 亚铁氰酸铜
亚铁氰酸铜是一种无机化合物，化学式为Cu2[Fe(CN)6]。

## 制备
亚铁氰酸铜可由0.125mol/L的亚铁氰酸钠与0.375mol/L的硝酸铜等体积反应得到，反应温度为55℃：
Na4[Fe(CN)6] + 2 Cu(NO3)2 + 7 H2O → Cu2[Fe(CN)6]·7H2O + 4 NaNO3
有时候，乙酸铜用作Cu2+源来制备亚铁氰酸铜，为防止H+进入产物。

## 用途
亚铁氰酸铜可用于富集海水中的痕量铯，也能用作燃速催化剂。